# Graham King
Graham King (Engeland, 1961) is een Brits filmproducent en voorzitter van de Initial Entertainment Group, die bekend is van hun misdaadfilm The Departed uit 2006. Deze film won de Academy Award voor beste film op de 79ste Oscaruitreiking.

## Prijzen
- 2004 - BAFTA Award voor beste film voor The Aviator
- 2006 - Academy Award voor beste film voor The Departed